# 河辺タウンビル
河辺タウンビル（かべタウンビル）は、東京都青梅市にある複合商業施設ビル。JR東日本青梅線の河辺駅北口前で施行された「河辺駅北口地区第一種市街地再開発事業」によって建設された。

## 概要
河辺駅北口の再開発事業は、河辺駅北口地区市街地再開発組合が施行し、青梅市によるペデストリアンデッキの建設や駅前広場の整備が並行して行われた。事業には東京都都市づくり公社（旧：財団法人東京都新都市建設公社）も参画している。設計は佐藤総合計画が担当した。
建物はA棟とB棟の2棟で構成され、駅と両ビルは回遊式のペデストリアンデッキによって2階部分で接続されている。
- A棟は、地上8階建ての商業施設ビルで、核テナントとしてイオンリテールが運営する総合スーパー「イオンスタイル河辺」が入居する。
- B棟は、地上6階建ての複合施設で、1階に店舗と高齢者福祉施設、2階から4階に青梅市立中央図書館、5階と6階に温浴施設（スーパー銭湯）の「河辺温泉梅の湯」が入居している。

A棟とB棟は5階にある連絡通路で結ばれている。

## 沿革
- 2007年（平成19年）
  - 3月 - 河辺タウンビル竣工。[4]
  - 4月20日 - A棟の核テナント「河辺とうきゅう」を核店舗として開業。
- 2008年（平成20年）3月1日 - B棟に青梅市中央図書館が開館。[6]それまでの青梅市中央図書館（現在の青梅図書館）は分館となる。[6][7]
- 2011年（平成23年）9月1日 - B棟1階に「青梅河辺温泉デイサービスセンター 湯梅の郷」が開設される。
- 2013年（平成25年）12月 - 「河辺とうきゅう」が2階・3階の直営売場を縮小し、専門店を導入するリニューアルを実施。[8]
- 2019年（平成31年・令和元年）
  - 4月30日 - 「河辺とうきゅう」が閉店。[9]
  - 8月9日 - 「河辺とうきゅう」跡地に「イオンスタイル河辺」がオープン。東急ストアで勤務していた従業員の一部（約40人）はイオンリテールに引き継がれた。[10]
  - 12月 - 3階に「無印良品」がオープン。[11]

## テナント
詳細は各店舗の公式サイトを参照。

### A棟（イオンスタイル河辺）

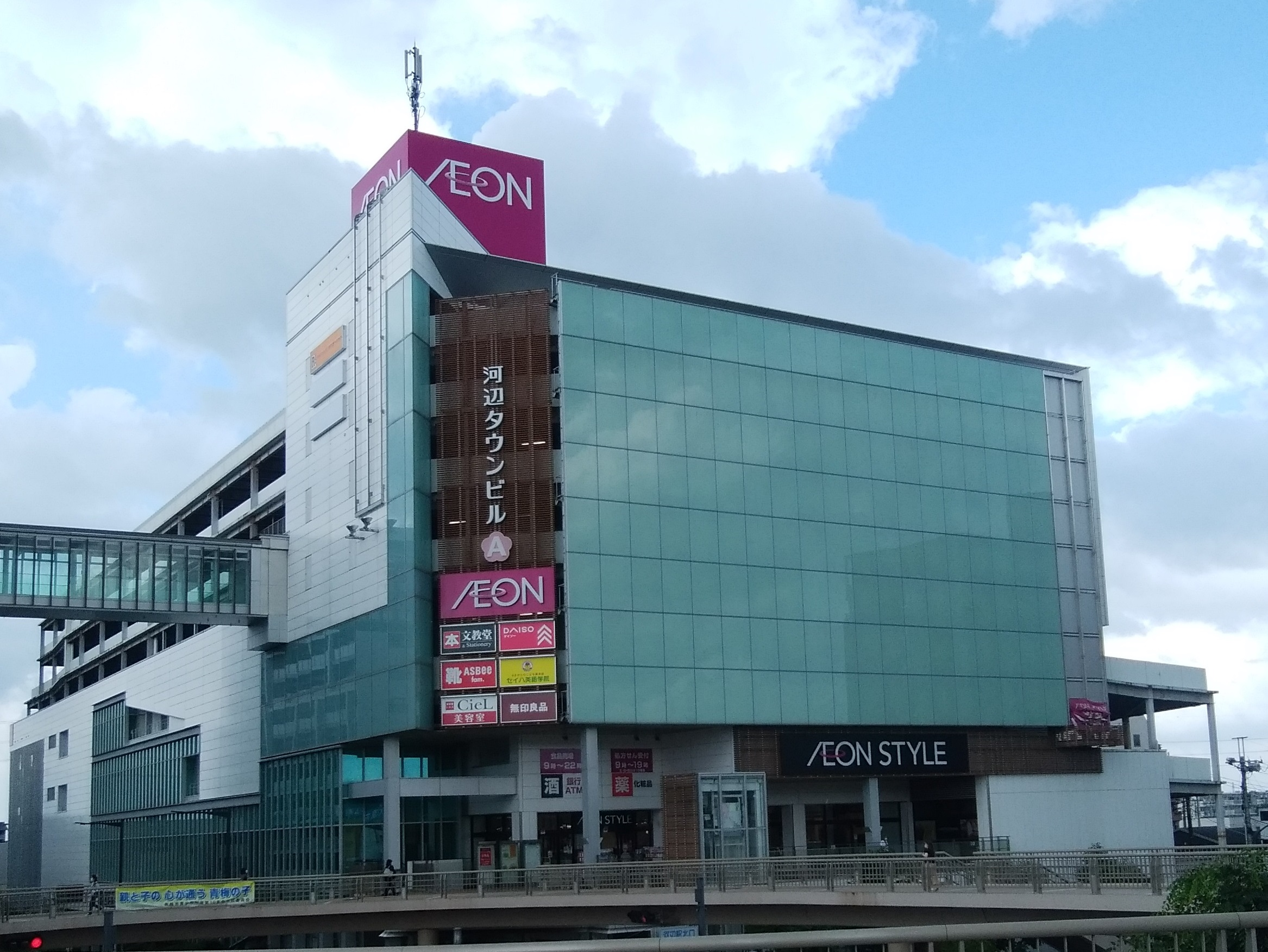
イオンスタイル河辺

総合スーパー「イオンスタイル河辺」を核店舗として、各種専門店が入居する。当初は総合スーパーである「東急ストア」が核店舗となる「河辺とうきゅう」として2007年4月20日オープン。なお、1階フードコートは建築確認の都合上、竣工後の改修工事扱いであったため半年程オープンがずれ込んだ。
2013年12月に2階、3階店舗をとうきゅう直営から一部を専門テナント変更リニューアルした。
東急ストア等の店舗は一部テナントを除き、2019年4月30日に閉店、2019年8月9日にイオンスタイル河辺がオープン。
- 所在地 - 青梅市河辺町10-7-1（北緯35度47分7.2秒 東経139度17分9.3秒 / 北緯35.785333度 東経139.285917度）
  - 定休日 - 不定
  - 開店時刻 - 09:00（1階・4階は10:00）
  - 閉店時刻 - 1階：20:00、2階：22:00・3階・4階：21:00（一部店舗を除く）

- 屋上・5階 - 7階 - 駐車場
- 4階 - ダイソー、文教堂（書店・文具）、手芸用品店、眼鏡店など[13]
- 3階 - イオンスタイル（化粧品・医薬品・衣料品）、無印良品、ASBEE fam.（靴）、シエル（美容室）など
- 2階 - イオンスタイル（食料品）、サンジェルマン（ベーカリー）、惣菜店、和洋菓子店など。河辺駅への連絡デッキに接続している。[14]
- 1階 - フードコート（リンガーハットなど）、クリーニング、クリニック、青梅信用金庫ATMなど。一部が駐車場となっている。

### B棟

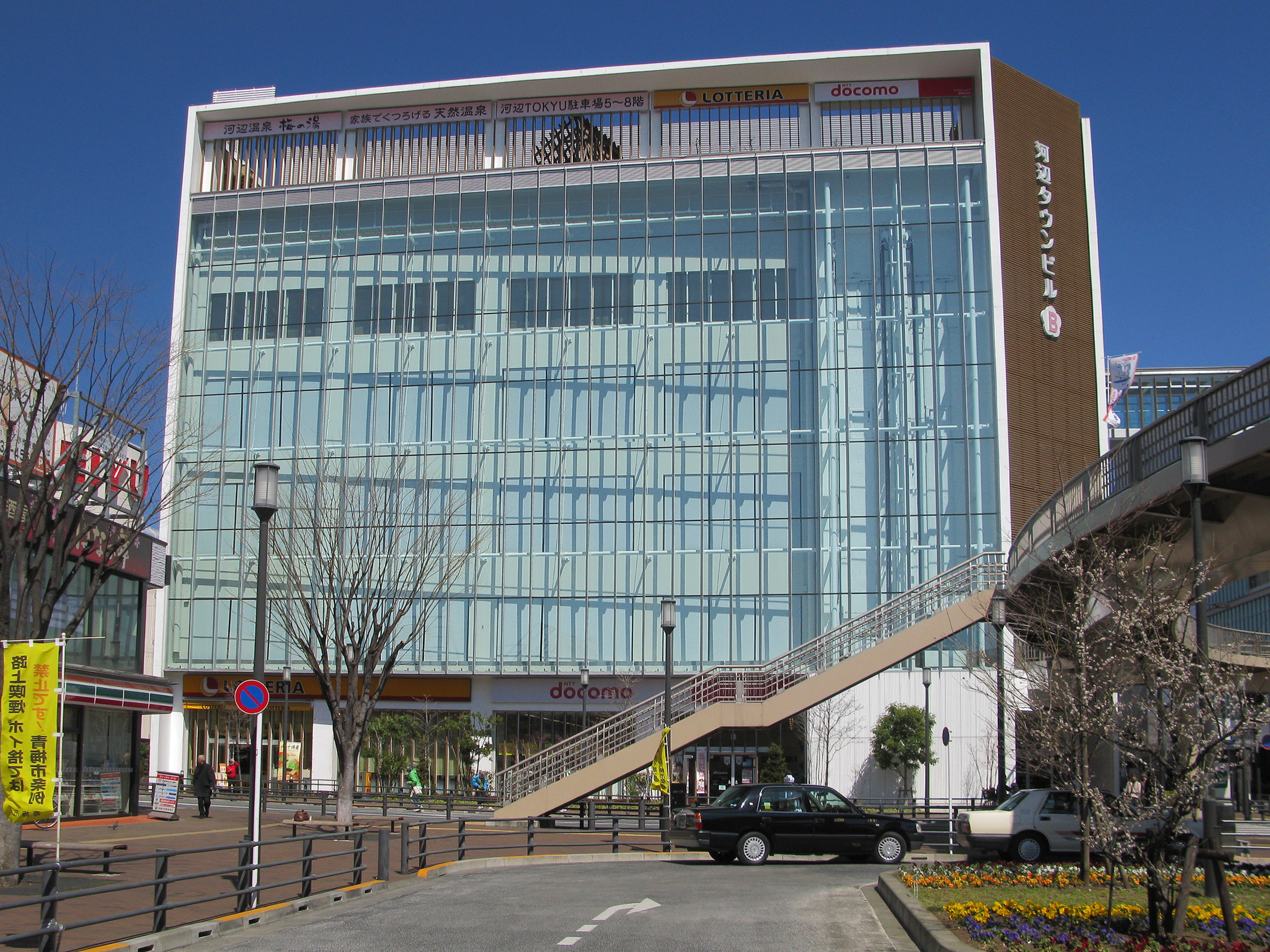
河辺タウンビルB

青梅市の公共施設が中心となっている。ロッテリアなどの店舗と温浴施設、老人福祉施設の天然温泉デイサービスセンター（2011年9月1日開設）が入居。タウンビルAと5階の連絡通路で結ばれている。
- 所在地 - 青梅市市河辺町10-8-1（北緯35度47分7.4秒 東経139度17分6.2秒 / 北緯35.785389度 東経139.285056度）

- 5階 - 6階 - 河辺温泉梅の湯
  - 天然温泉を利用した日帰り入浴施設（スーパー銭湯）。[16][17]露天風呂やサウナを備える。[18][19]
- 2階 - 4階 - 青梅市中央図書館
  - 2008年に旧中央図書館（現：青梅図書館）から移転して開館した、青梅市の中心図書館。
- 1階
  - ロッテリア
  - ドコモショップ
  - 社会福祉法人 東京武尊会「青梅河辺温泉デイサービスセンター 湯梅の郷（ゆめのさと）」

## 駐車場
駐車場はA棟にあり、1階の一部および5階から屋上までが駐車スペースとなっている。イオンスタイル河辺やタウンビルB内の店舗利用で、駐車料金の割引サービスが受けられる。青梅市中央図書館の利用者は1時間まで無料で利用可能。